# Jack Blessing
Jack Blessing est un acteur américain, né le 29 juillet 1951 à Baltimore, dans le Maryland aux États-Unis et mort le 14 novembre 2017 à Chatsworth, un quartier de Los Angeles, en Californie.

## Filmographie

### Cinéma
- 1980 : La Porte du paradis (Heaven's Gate) de Michael Cimino : Emigrant boy
- 1981 : La Galaxie de la terreur (Galaxy of Terror) : Cos
- 1986 : Hamburger... The Motion Picture : Nacio Herb Zipser
- 1986 : Les Enfants du silence (Children of a Lesser God) : Announcer (voix)
- 1987 : Summer School : Student
- 1989 : Uncle Buck : voix
- 1990 : The Spirit of '76 : Voice Talent (voix)
- 1992 : Samantha (en) : Herman Hathaway
- 1994 : The New Age : Additional Voices (voix)
- 2000 : Séisme imminent (Ground Zero) : Sportscaster
- 2000 : À visage découvert (Above Suspicion) : Nick
- 2000 : Treize jours (Thirteen Days) : John Scali
- 2006 : Ricky Bobby : roi du circuit (Talladega Nights: The Ballad of Ricky Bobby) : Jarvis
- 2006 : Les Rebelles de la forêt (Open Season) : Additional Voices
- 2012 : L'Étrange Pouvoir de Norman : Le Plouc et le fantôme de la guerre civile

### Télévision
- 1978 : The Defection of Simas Kudirka (en) (TV) : Kabek
- 1979 : Les Cadettes de West Point (Women at West Point) (TV) : Tom Fenton
- 1981 : Miracle on Ice (TV) : Mark Pavelich
- 1983 : Détective Small et monsieur Frye (série TV) : Chip Frye (unknown episodes)
- 1985 : Meurtre au crépuscule (Amos) (téléfilm) : Scott Lasher
- 1986 : Justice aveugle (en) (Blind Justice) (TV) : Larry
- 1986-1989 : Clair de lune (TV) : Mac Gillicudy
- 1987 : LBJ: The Early Years (TV) : Billy Bob
- 1987 : Tonight's the Night (TV) : Peter
- 1987 : Strange Voices (TV) : Dr Dorfman
- 1989 : Mothers, Daughters and Lovers (TV)
- 1990 : Joshua's Heart (TV) : Nick
- 1990 : Working Tra$h (TV) : R. Judson Kimbrough
- 1991 : La Cicatrice de la honte (The Marla Hanson Story) (TV) : Joel
- 1992 : The Last of His Tribe (TV) : Tom Waterman
- 1992 : Miss America: Behind the Crown (TV) : Eric Chandler
- 1995 : Une fille à scandales (The Naked Truth) (série TV) : Mr. Donner
- 1997 : Murder One: Diary of a Serial Killer (feuilleton TV) : Detective Seybolt
- 1999 : Un terrible doute (Murder at 75 Birch) (TV) : Detective Todd Holman
- 2002 : X-Files (épisode Audrey Pauley) : le docteur Jack Preijers